# Sinus Roris

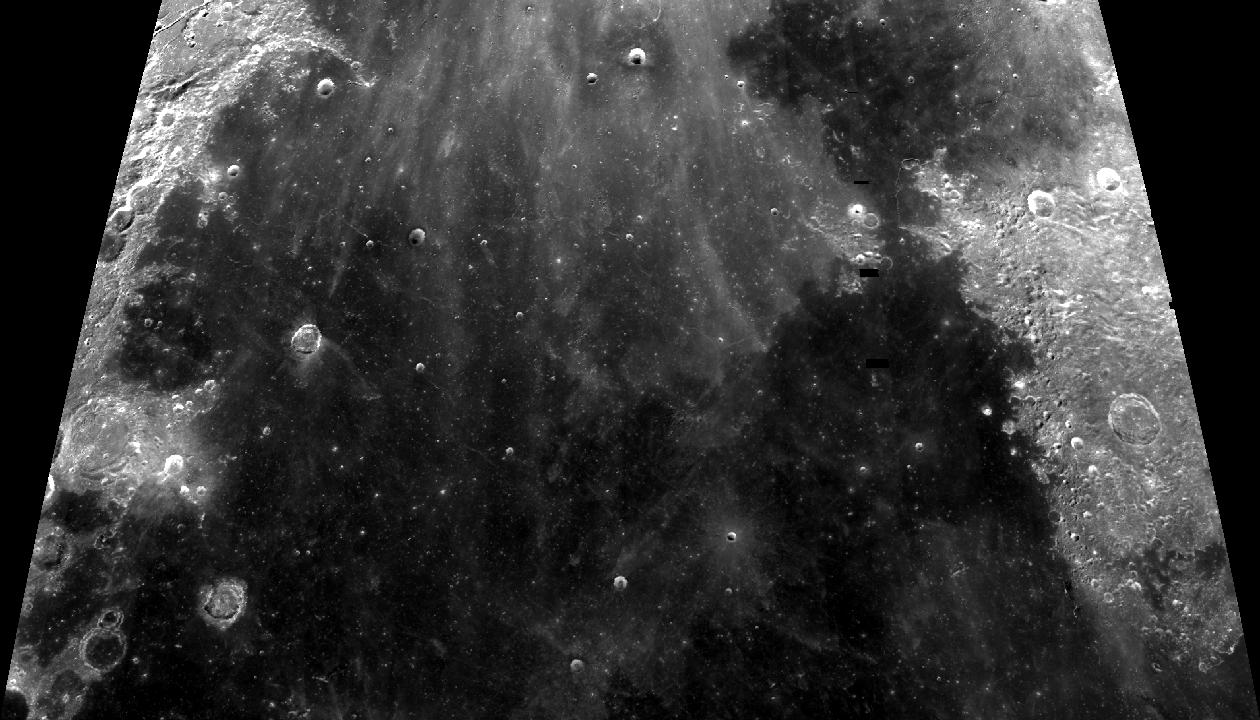
Sinus Roris.

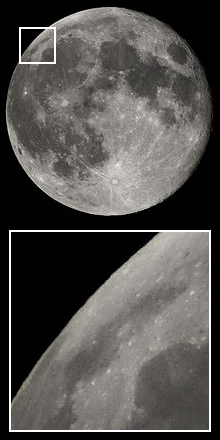
Poloha zálivu Sinus Roris.

Sinus Roris (česky Záliv rosy) je severní výběžek oceánu Oceanus Procellarum (Oceán bouří) na přivrácené straně Měsíce, který přechází do Mare Frigoris (Moře chladu). Do zálivu vede úzká brázda Rima Sharp, která má délku 210 km. Jeho průměr je přibližně 200 km. Na rozhraní zálivu a Mare Frigoris leží výrazný kráter Harpalus. Na druhé (západní) straně se nachází kráter Markov.

## Pojmenování
Sinus Roris pojmenoval (stejně jako většinu měsíčních moří) italský astronom Giovanni Battista Riccioli, jehož nomenklatura z roku 1651 se stala standardem.

## Sinus Roris v kultuře
- Záliv rosy je několikrát zmíněn ve vědeckofantastickém románu britského spisovatele Arthura C. Clarka Měsíční prach. Clarke do něj umístil fiktivní Moře žízně.[3]